# Szikra József
Szikra József (Budapest, 1955. január 17. –) magyar színész, a Győri Nemzeti Színház örökös tagja.

## Életpályája
A főiskola előtt két évet töltött a Nemzeti Színház stúdiójában, majd egyet-egyet a Miskolci Nemzeti Színházban és a Magyar Televízió szórakoztató osztályán, szerkesztőként. 1977-1980 között a Színház- és Filmművészeti Főiskola hallgatója volt. 1980-1982 között a veszprémi Petőfi Színház tagja volt. 1982-2020 között a Győri Nemzeti Színház színésze volt. 2020-ban nyugdíjba vonult.

## Fontosabb színházi szerepei
- Agatha Christie: A vád tanúja – Carter, Sir Wilfrid irodavezetője
- Kszel Attila: Szemben a nappal – David Ungnad, főgenyó, Mátyás főtanácsadója
- Shakespeare: Makrancos Kata – Kereskedő, átöltözve Vincentio, mantovai ember
- Schwajda György: Csoda – Szedő 1
- Békés Pál-Várkonyi Mátyás: Félőlény – Csatang
- Woody Allen: Semmi pánik! – Bashír szultánja
- Ilf-Petrov: Tizenkét szék – Kiszljarszkij – színész3 – sakk klub tagja – Varfolomejics
- Rodgers-Hammerstein: A muzsika hangja – Von Schreiber admirális
- Tolsztoj: Anna Karenina – Kapitonics, kapus
- Scarnacci-Tarabusi: Kaviár és lencse – Alfonso Chioccia, báró
- Kosztolányi-Harag: Édes Anna – Moviszter Miklós, orvos
- Rice-Webber: Jézus Krisztus szupersztár – András
- Móricz Zsigmond: Úri muri – Mérnök
- Benny Andersson-Björn Ulvaeus- Tim Rice: Sakk – Polgármester
- Victor Hugo: A nevető ember – Jarratiere, udvari nemes
- Bródy: A tanítónő – Bérlő
- Háy János: A Gézagyerek – Szomszéd férfi
- Csukás: Ágacska – A Festő
- Knighton-Wildhorn: A Vörös Pimpernel – Robespiere
- Shakespeare: Hamlet – Guildenstern
- Kálmán: Csárdáskirálynő – Bóni gróf
- Presser: Padlás – Herceg
- Ibsen: Nóra – Rank doktor
- Csehov: Sirály – Trepljov
- Weöres: Holdbeli csónakos – címszerep
- Sütő: Káin és Ábel – Ábel
- Katona: Bánk bán – Ottó
- Móricz: Légy jó mindhalálig – Valkai tanár úr
- Zorán musical – az énekes apja

## Filmes és televíziós szerepei
- Enyhítő körülmény (1980)
- A kis utazás (2000)
- Hacktion: Újratöltve (2013)
- Kincsem (2017)
- Hazatalálsz (2024)

## Rendezői munkái
- Capek: Végzetes szerelem játéka
- Ruzante: A csapodár madárka
- Csukás István: Ágacska